# Cejkov
Cejkov este o comună slovacă, aflată în districtul Trebišov din regiunea Košice. Localitatea se află la altitudinea de 150 m deasupra n.m., se întinde pe o suprafață de 20,84 km2 și în 2017 număra 1.194 de locuitori.

## Istoric

### Perioada invaziilor vandale
Ceramicii locale îi regăsim influența regiunilor dace la Czeke-Cejkov, în formele unor vase aparținand epocii vandale.

### Perioada medievală
Localitatea Cejkov este atestată documentar din 1381.

## Demografie
| An:                | 1994 | 2004   | 2014   | 2024   |
| ------------------ | ---- | ------ | ------ | ------ |
| Număr de persoane: | 1217 | 1206   | 1157   | 1127   |
| Diferență:         |      | −0,90% | −4,06% | −2,59% |

| An:                | 2023 | 2024   |
| ------------------ | ---- | ------ |
| Număr de persoane: | 1138 | 1127   |
| Diferență:         |      | −0,96% |